# صفحه تراش

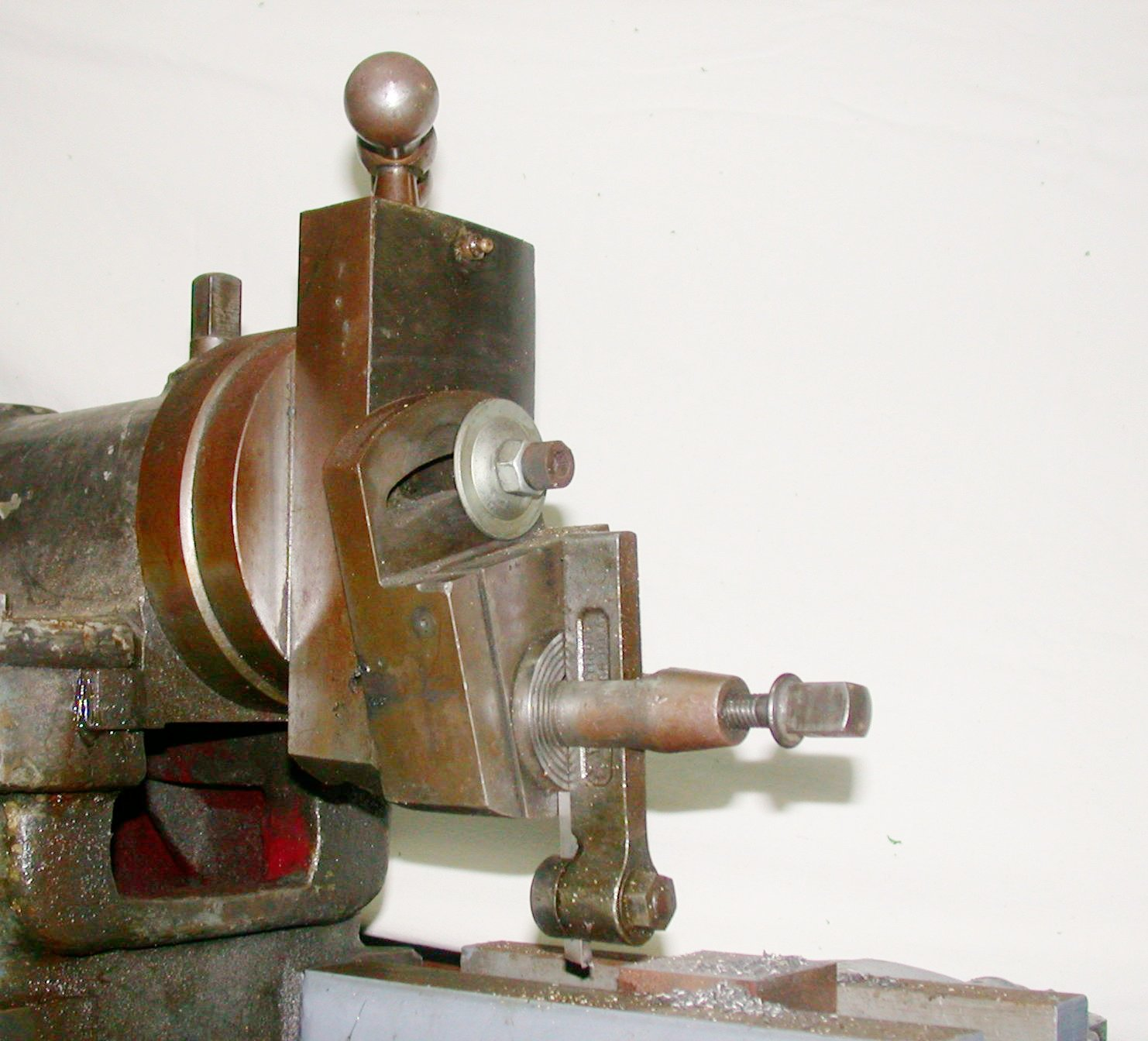
اجزای ماشین صفحه تراش

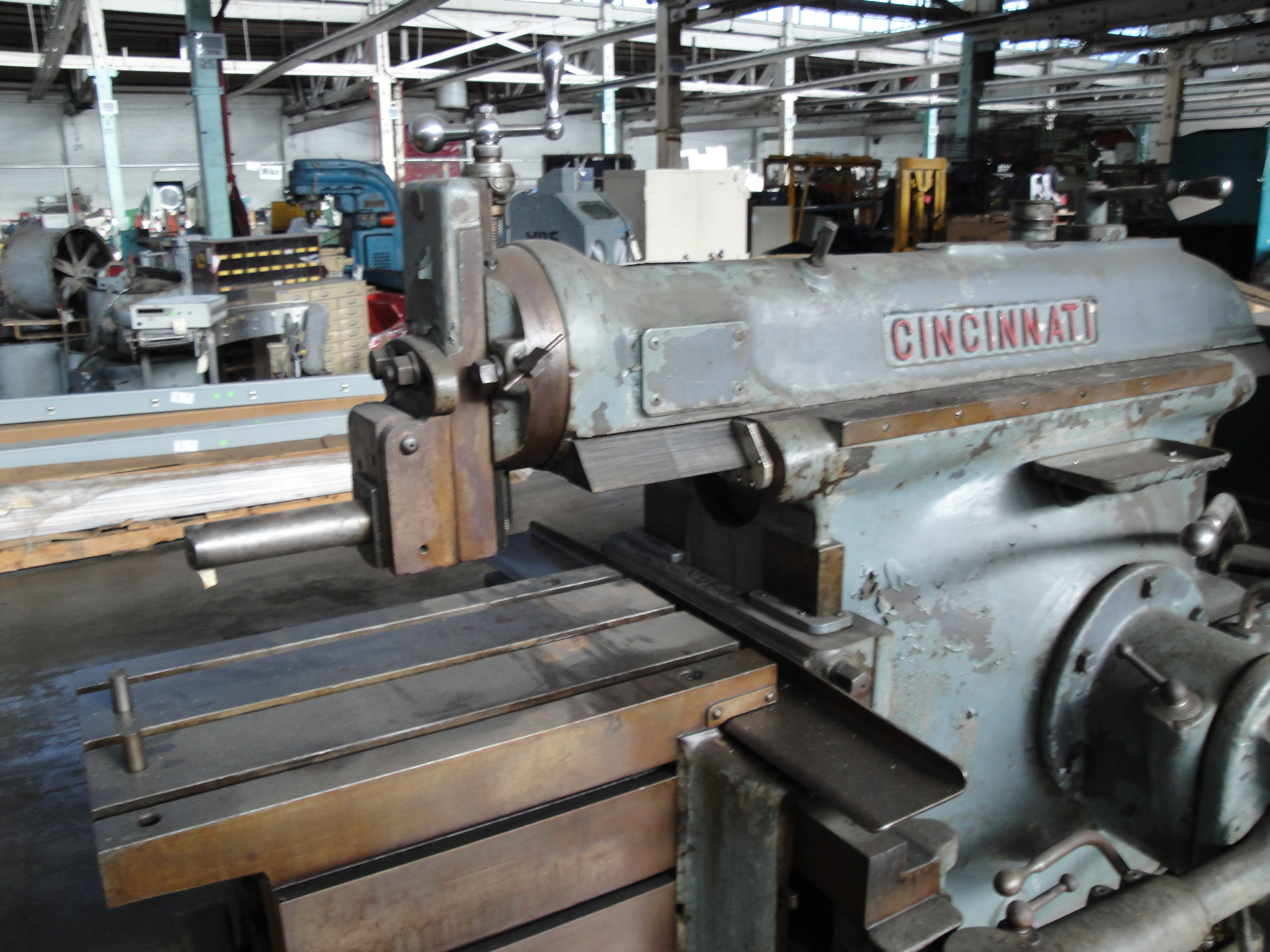
ماشین صفحه تراش در یک کارگاه

ماشین صفحه تراش (به انگلیسی: Shaper) یکی از ماشین‌های ابزار است. این نوع ماشین برخلاف ماشین تراش دارای حرکت اصلی رفت و برگشت خطی است. با حرکت رفت و برگشت متوالی که رنده را حمل می‌کند قطعه کار تراشیده می‌شود. امروزه با به روی کار آمدن ماشین‌های کنترل عددی کاربرد این ماشین آلات بسیار محدود شده‌است.

## انواع ماشین صفحه تراش
ماشین‌های صفحه تراش دو نوع اصلی می‌باشند:
۱ - ماشین صفحه تراش لنگی
۲ - ماشین صفحه تراش هیدرولیک
معمولاً برای تراش کارها از نظر فرم و اندازه ماشین‌های صفحه تراش را به انواع مختلف به شرح ذیل می‌سازند:
۱ - ماشین صفحه تراش معمولی (کورس کوتاه)
۲ - ماشین صفحه تراش دروازه‌ای (کورس بلند)
۳ - ماشین صفحه تراش عمودی (کله زنی)

## کاربرد ماشین صفحه تراش
امروزه صفحه تراش یکی از ماشین‌های مفیدی می‌باشد که برای انواع مختلف کارها استفاده میشود

## محصولات ماشین صفحه تراش
ماشین‌های صفحه تراش را در کارگاه‌های ابزار‌سازی و قالب‌سازی و کارگاه‌های تعمیراتی کارخانجات مختلف و نیز در کارهای کوچک به کار می‌برند. کارهایی که با این ماشین می‌توان انجام داد با سایر ماشین‌ها تقریباً غیر عملی یا مقرون به صرفه نیست.

## مکانیزم‌ها

### مکانیزم بازگشت سریع
در این مکانیزم حرکت چرخشی به یک حرکت رفت و برگشتی متناوب تبدیل می‌شود. در این حرکت متناوب زمان رفت از زمان بازگشت بیشتر است و حرکت بازگشتی به سرعت صورت می‌گیرد. از این مکانیزم در صنعت برای ساخت ماشین‌های صفحه تراش استفاده شده‌است که در آن‌ها لازم است سرعت حرکت تیغه در حالت بدون بار بیش از سرعت آن در حال باربرداری باشد.

## قسمت‌های اصلی ماشین صفحه تراش کورس کوتاه
- بدنه
- میز
- کشاب
- جعبه دنده اصلی
- مکانیزم حرکت پیشروی
- کلیدها و اهرمهای راه انداز
- کله‌گی
- رنده گیر
- اهرمهای اتومات میز
- سوپرت‌های افقی و عمودی

الکتروموتور

### . بدنه
بدنه اصلی‌ترین قسمت ماشین است که کلیه اجزای ماشین بر روی آن سوار شده و از چدن مرغوب ساخته شده‌است. قسمت تحتانی آن عریض و به صورت پایه‌ای است که مخزن روغن ماشین در این قسمت قرار دارد.

### . الکتروموتور
پشت پایه و روی یک تکیه گاه قرار دارد.

### .کشاب
کشاب قطعه‌ای چدنی است که بر روی بدنه دستگاه قرار می‌گیرد و از طریق اهرم نوسان‌کننده، در راهگاه کشویی بدنه به صورت رفت و برگشت به حرکت در می‌آید.

### .کله‌گی
این قسمت بر روی پیشانی کشاب سوار میشود و به وسیله دو پیچ در شیارT شکل پیشانی کشاب، تحت زاویه دلخواه از هر طرف به اندازه ۶۰ درجه محکم می‌گردد. بر روی کله گی دستگاه سوپرت عمودی و رنده گیر قرار می‌گیرد که به مجموعه آن «کله گی» گفته می‌شود.

### .سوپرت عمودی
این قسمت به وسیله یک پیچ در امتداد عمود یا مایل بر روی کله گی حرکت داشته و کار تنظیم بار عمودی را به وسیله حلقه تنظیمی انجام می‌دهد. این قسمت، هم به صورت دستی و هم، خودکار می‌تواند عمل کند. حرکت خودکار آن از طریق چرخ دنده مخروطی که در داخل کشاب است صورت می‌گیرد.

### .دستگاه رنده گیر
این دستگاه و پایه آن بر روی سوپرت سوار شده است در امتداد شیار قوسی شکل، بر حسب لزوم حرکت کرده به وسیله پیچ و مهره‌ای سفت می‌شود.

### . جعبه دنده اصلی
این جعبه دنده از طریق الکترو موتور به حرکت در می‌آید و به وسیله چرخ دنده کشویی، دورهای شش‌گانه آن به چرخ طیار و در نهایت به کشاب و سوپرت‌های افقی و عمودی انتقال می‌یابد.

### اهرم نوسان‌کننده
حرکت این اهرم از طریق چرخ طیار صورت می‌گیرد و به وسیله کولیس (سنگ) حرکت دورانی آن به حرکت نوسانی تبدیل می‌شود.

### . میز ماشین
از میز ماشین برای بستن و نگه داشتن قطعات کار استفاده میشوند. و یا با استفاده از وسایل بستن مانند :گیره‌ها، روبنده‌ها قطعه کار را ثابت نگه میدارند. باری اینکه بتوان قطعات کار را روی میز بست، روی آن شیارهای T شکل تعبیه شده‌است. میز ماشین دارای حرکت افقی و عمودی است که حرکت خودکار افقی آن از طریق چرخ لنگ صورت میگیرد. پس از تنظیم در ارتفاع مورد نظر، می‌توان مهره‌های تکیه‌گاه جلو میز را محکم کرد.

### کلیدهای راه انداز
بر دیواره ماشین یک جفت کلید با رنگهای آبی و قرمز نصب گردیده که کلید آبی مخصوص روشن کردن دستگاه و کلید قرمز مخصوص خاموش کردن در نظر گرفته شده‌است. اهرم راه انداز و ترمز هم در کنار میز، روی بدنه ماشین تعبیه شده‌است. بعد از روشن کردن ماشین، به وسیله این اهرم، کشاب شروع به حرکت کرده می‌توان میز یا کله گی را به صورت دستی یا خودکار به حرکت در آورد.